# موریتس هاینریش
موریتس هاینریش (انگلیسی: Moritz Heinrich؛ زادهٔ ۳ ژوئیهٔ ۱۹۹۷) بازیکن فوتبال اهل آلمان است.
وی همچنین در تیم‌های ملی فوتبال جوانان آلمان و زیر ۲۰ سال آلمان بازی کرده‌است.